# Michael von Fröhlich
Michael von Fröhlich (* 9. Januar 1740 in Marburg; † 25. April 1814 in Troppau) war ein kaiserlicher Feldmarschallleutnant.

## Leben
Er war im Jahr 1778 Major im St. Georger Grenz-Infanterie Nr. 65 in Kroatien. Im Bayerischen Erbfolgekrieg machte er bei einem Überfall auf die Verschanzung bei Dittersbach 110 Gefangene.
Im Jahr 1783 wurde er zum Oberstleutnant. Im Jahr 1786 wurde er in das Carlstädter Licaner Grenz-Regiment Nr. 60. Im Winter 1787 bis 1788 war er zur Grenzsicherung abkommandiert. Im Juni 1788 stand er am Prelog-Pass und marschierte anschließend mit 1200 Mann gegen Liono. Er konnte im Sommer an der Una die Türken bis in das Schloss Navula zurücktreiben. Im Oktober 1788 wurde zum Oberst befördert. Als solcher verteidigte er mit dem Oberst Weiler am 27. Mai 1789 den Posten Dobroselo in Kroatien. Mit nur 1500 Mann und 6 Kanonen verteidigten die beiden Obersten den Ort. Die Armee des Feindes betrug 10.000 Mann. Binnen zehn Stunden trat dieser mit seiner überlegenen Macht neun Mal Sturm an. Aber die beiden Obersten Fröhlich und Weiler hielten sich tapfer, dass 500 der Feindlichen auf dem Platz blieben. In der Nacht ließ er den Posten in Brand stecken und zog sich nach Maßin zurück.
Im Jahr 1793 wurde Fröhlich zum Generalmajor befördert und nach Deutschland versetzt. Er zeichnete sich anschließend dort bei mehreren Anlässen aus, insbesondere im September 1796, als sich der französische General und Befehlshaber der Rhein- und Moselarmee Moreau über den Rhein zurückziehen musste, konnte er den französischen General Tharreau dreimal schlagen. Er wurde 1799 zum Feldmarschallleutnant (vergleichbar mit einem dem Dienstgrad eines Generalleutnants) befördert. Während des Feldzuges von 1799 in Italien kämpfte er bei Verona, Legnano und Magnano. Er besetzte Fossano und zeichnete sich in der Schlacht bei Novi aus.
Anschließend erhielt Fröhlich das Infanterieregiment Nr. 28 (ehemals Wartensleben). Er übernahm das Kommando in der Toscana und im Kirchenstaat. Ancona, unter französischer Besetzung, wurde belagert und unter seiner Führung erobert. Für eine vermeintliche Beleidigung der russischen Fahne während der Aktivitäten um Ancona wurde er 1800 kurzzeitig in der Brünner Zitadelle inhaftiert. Von 1803 bis 1809 war er Kommandant der Festung Olmütz. Er trat dort in den Ruhestand und starb wenige Jahre später im Alter von 74 Jahren in Troppau.

## Familie
Fröhlich heiratete Elisabeth von Kleefeld, eine Tochter des Feldmarschall-Leutnants Wenzel Hnogek von Kleefeld (1713–1779).